# Gino Bosz
Gino Bosz (Rotterdam, 23 aprile 1993) è un calciatore olandese, difensore del Robur et Velocitas.

## Biografia
È figlio dell'allenatore Peter Bosz.

## Caratteristiche tecniche
È un difensore centrale.

## Carriera

### Club
Cresciuto nelle giovanili del Vitesse, ha esordito il 3 ottobre 2014 in un match vinto 6-1 contro l'ADO Den Haag.

## Statistiche

### Presenze e reti nei club
Statistiche aggiornate al 7 settembre 2018.
| Stagione        | Squadra         | Campionato      | Campionato | Campionato | Coppe nazionali | Coppe nazionali | Coppe nazionali | Coppe continentali | Coppe continentali | Coppe continentali | Altre coppe | Altre coppe | Altre coppe | Totale | Totale | Totale |
| Stagione        | Squadra         | Comp            | Pres       | Reti       | Comp            | Pres            | Reti            | Comp               | Pres               | Reti               | Comp        | Pres        | Reti        | Pres   | Reti   |        |
| --------------- | --------------- | --------------- | ---------- | ---------- | --------------- | --------------- | --------------- | ------------------ | ------------------ | ------------------ | ----------- | ----------- | ----------- | ------ | ------ | ------ |
| 2014-2015       | Vitesse         | ERE             | 1          | 0          | CO              | 0               | 0               |                    | -                  | -                  |             | -           | -           | 1      | 0      |        |
| 2015-2016       | Heracles Almelo | ERE             | 4          | 1          | CO              | 1               | 0               |                    | -                  | -                  |             | -           | -           | 5      | 1      |        |
| 2016-2017       | Cambuur         | EED             | 7          | 1          | CO              | 1               | 0               |                    | -                  | -                  |             | -           | -           | 8      | 1      |        |
| 2017-2018       | Vitesse         | ERE             | 0          | 0          | CO              | 0               | 0               | UEL                | 0                  | 0                  |             | -           | -           | 0      | 0      |        |
| 2018-2019       | Go Ahead Eagles | EED             | 4          | 1          | CO              | 0               | 0               |                    | -                  | -                  |             | -           | -           | 4      | 1      |        |
| Totale carriera | Totale carriera | Totale carriera | 16         | 3          |                 | 2               | 0               |                    | -                  | -                  |             | -           | -           | 18     | 3      |        |